# Gigante (film)
Gigante (Gigante) è un film del 2009 diretto da Adrián Biniez.

## Riconoscimenti
- 2009 - Festival di Berlino
  - Orso d'argento, gran premio della giuria